# Rotlatz-Fruchttaube
Die Rotlatz-Fruchttaube (Ptilinopus viridis), auch Frühlungsfruchttaube genannt, ist eine kleine Art der Taubenvögel, die zu den sogenannten Fruchttauben zählt. Sie weist das für Flaumfußtauben typische kontrastreiche Gefieder auf und kommt auf einigen indonesischen Inseln sowie in Neuguinea vor.
Die Bestandssituation der Rotlatz-Fruchttaube wurde 2016 in der Roten Liste gefährdeter Arten der IUCN als „Least Concern (LC)“ = „nicht gefährdet“ eingestuft.

## Erscheinungsbild
Die Rotlatz-Fruchttaube erreicht eine Körperlänge von 21 Zentimeter. Sie ist damit eine kleine, sehr kompakt gebaute Taube mit einem vergleichsweise kurzen Schwanz, die etwas kleiner ist als eine Lachtaube. Auf den Schwanz entfallen zwischen 5,1 und 5,6 Zentimeter. Der Schnabel ist zwischen 1,2 und 1,4 Zentimeter lang. Ein Geschlechtsdimorphismus ist nicht vorhanden. 
Der Vorderkopf ist bis zur Mitte des Scheitels blaugrau. Der Hinterkopf, Nacken und der Mantel sind leuchtend olivgrün mit einem leichten bronzefarbenen Schimmer. Die vorderen kleinen Flügeldecken sind aschgrau und bilden so einen Schulterfleck, die Flügeldecken sind ansonsten grün. Die einzelnen Federn der großen Flügeldecken haben außerdem schwefelgelbe Säume. Die Hand- und Armschwingen sind schwärzlich mit einem dunkelgrünen Schimmer auf den Außenfahnen. Der Rücken und die Oberschwanzdecken sind olivfarben, der Schwanz dunkelgrün mit gelben Spitzen. 
Das Kinn ist blaugrau. Von der Kehle bis zur Brustmitte verläuft ein tief dunkelroter Fleck mit einer scharfen Abgrenzung zum Grün an der unteren Brust. Die Unterschwanzdecken mit ihren breiten gelben Säumen ergeben eine Fleckenzeichnung. Der Schnabel ist gelbgrün mit einer roten Basis. Die Iris ist gelb bis rötlich, der schmale Augenring ist gelb. Die Füße sind purpurrot. 
Bei Jungvögeln ist der rote Brustfleck noch klein, häufig nur auf die Brust begrenzt und mit olivfarbenen Federn durchsetzt. 

## Verwechselungsmöglichkeiten
Es gibt im Verbreitungsgebiet der Rotlatz-Fruchttaube mehrere Flaumfußtaubenarten, mit der sie verwechselt werden kann.
Die Gelbbauch-Fruchttaube (Ptilinopus solomonensis) lässt sich von der Rotlatz-Fruchttaube durch ihr leuchtend gelbes Brustband unterscheiden. Bei beiden Geschlechtern fehlen rote Gefiederpartien auf der Körperunterseite. Eine Verwechselungsgefahr besteht vorwiegend bei den Jungvögeln. Die Korallenfruchttaube (Ptilinopus rivoli) ist größer. Die Männchen haben ein weißes Brustband. Die Unterschwanzdecken sind bei beiden Geschlechtern grün oder gelb. Die Männchen der Prachtfruchttaube (Ptilinopus superbus) haben eine purpurfarbene Kopfkappe. Über den Hinterhals bis zu den Halsseiten verläuft ein breites orangefarbenes Band. Die Kehle ist silberfarben. Das Brustgefieder ist grau mit helleren Spitzen. Die Unterbrust ist vom weißen Bauch durch ein blaues Band abgesetzt. Die Bauchseiten sind grün mit weißen Flecken. Die Weibchen sind überwiegend grün mit einem kleinen blauschwarzen Farbfleck am Hinterkopf. Beiden Geschlechtern fehlt der rote Fleck auf dem Unterkörper.

## Verbreitungsgebiet
Die Rotlatz-Taube kommt von den Molukken über Neuguinea bis zu den Salomonen vor. Zu den von dieser Taubenart besiedelten Molukkeninseln zählen Buru, Ambon, Haruku, Seram, Nusa Laut, Saparua, Maar, Gorom und Manawoka. Zu den Regionen Neuguineas, in denen die Rotlatz-Fruchttaube vorkommt, zählt Arfak, Fakfak, Kumawa, Wandammen, Foja, Cyclops, Bewani und Torricelli. Sie besiedelt außerdem folgende an Neuguinea angrenzende Inseln: Gebe, Waigeo, Gagi, Kofiau, Mitsoll, Batanta, Salawati, Numfor, Manam, Biak, Marai, Meos Num, Papen, Yapen, Goodenough-Insel, Fergusson-Insel, Normanby und den Trobriand-Inseln. Sie kommt außerdem im Bismarck-Archipel vor.
Die Rotlatz-Taube ist eine waldbewohnende Taubenart, die bevorzugt in Primärwäldern des Flachlands vorkommt. Sie besiedelt aber auch Sekundärwald und Wälder, in denen ein selektiver Holzeinschlag stattgefunden hat sowie baumbestandenes Kulturland, Plantagen und selbst Stadtrandgebiete, wenn es dort noch Waldreste gibt. Ihre Höhenverbreitung reicht bis zu 700 Höhenmeter auf Seram, bis 800 Höhenmeter auf Bougainville. Auf Neuguinea kommt sie sogar noch in Höhenlagen von 1200 m vor.

## Lebensweise
Die Rotlatz-Fruchttaube lebt gewöhnlich einzelgängerisch oder paarweise, nur selten wird sie in kleinen Trupps gesehen. Sie ist jedoch gelegentlich mit Rotwarzen-Fruchttauben vergesellschaftet. Sie vertreibt andere Taubenarten gelegentlich aggressiv aus fruchttragenden Bäumen. Sie frisst ein breites Spektrum an Beeren und Früchten, die sie im Wipfelbereich von Bäumen von den Ästen pickt. Sie ist vermutlich an keine spezifische Fortpflanzungszeit gebunden. Das Nest ist eine taubentypische lose Plattform aus Ästchen. Das Gelege besteht aus einem einzelnen Ei.